# Canton de La Gacilly
Le canton de La Gacilly est une ancienne division administrative française, située dans le département du Morbihan et la région Bretagne.

## Composition
Le canton de La Gacilly regroupait les communes suivantes :
| Nom                    | Code Insee | Intercommunalité                      | Superficie (km2) | Population (dernière pop. légale) | Densité (hab./km2) |
| ---------------------- | ---------- | ------------------------------------- | ---------------- | --------------------------------- | ------------------ |
| La Gacilly (chef-lieu) | 56061      | CC De l'Oust à Brocéliande Communauté | 37,97            | 3 942 (2014)                      | 104                |
| Carentoir              | 56033      | CC De l'Oust à Brocéliande Communauté | 72,87            | 3 300 (2014)                      | 45                 |
| La Chapelle-Gaceline   | 56038      | CC du Pays de la Gacilly              | 7,79             | 786 (2014)                        | 101                |
| Cournon                | 56044      | CC De l'Oust à Brocéliande Communauté | 10,87            | 775 (2014)                        | 71                 |
| Les Fougerêts          | 56060      | CA Redon Agglomération                | 19,91            | 940 (2014)                        | 47                 |
| Glénac                 | 56064      | CC du Pays de la Gacilly              | 13,70            | 906 (2014)                        | 66                 |
| Quelneuc               | 56183      | CC du Pays de la Gacilly              | 13,85            | 548 (2014)                        | 40                 |
| Saint-Martin-sur-Oust  | 56229      | CC De l'Oust à Brocéliande Communauté | 28,24            | 1 328 (2014)                      | 47                 |
| Tréal                  | 56253      | CC De l'Oust à Brocéliande Communauté | 19,28            | 659 (2014)                        | 34                 |

## Histoire

### Formation
- Avant la Révolution française, le territoire que représente le canton faisait partie de la doyenné de Carentoir.
- Le canton de La Gacilly créé en 1790[1] ne comprenait que les communes de Cournon,  Glénac, La Gacilly, Les Fougerêts et  Saint-Martin-sur-Oust.
- Il est supprimé et intégré dans le canton de Carentoir (dont la commune est chef-lieu de canton) en 1801[2]  qui comprenait depuis 1790[1] Carentoir, Tréal, la Chapelle-Gaceline et le Temple (commune rattachée à Carentoir en 1837).
- De 1833 à 1848, les cantons d'Allaire et de Carentoir (puis La Gacilly) avaient le même conseiller général. Le nombre de conseillers généraux était limité à 30 par département[3].
- En 1837, le chef-lieu de canton est transféré à La Gacilly[4]. En 1863, la commune de Quelneuc, jusqu'alors intégrée à la commune de Carentoir, est créée et est aussi rattachée au canton.
- Un nouveau découpage territorial du Morbihan entre en vigueur à l'occasion des élections départementales de 2015. Il est défini par le décret du 21 février 2014[5], en application des lois du 17 mai 2013 (loi organique 2013-402 et loi 2013-403)[6].
- En vertu de ce nouveau découpage, le canton de La Gacilly fusionne avec ceux d'Allaire et de Guer pour former le nouveau canton de Guer, dont le bureau centralisateur est situé à Guer.

## Représentation

### Conseiller généraux de 1833 à 2015
| Période | Période          | Identité                                      | Étiquette    | Qualité |
| ------- | ---------------- | --------------------------------------------- | ------------ | --- |
| 1833    | 1833 (démission) | M. Leroy                                      |              | Ancien maire de Carentoir |
| 1833    | 1853             | Augustin Joseph Borel de Bottemont            |              | Lieutenant de vaisseau Propriétaire du château de Castellan à Saint-Martin-sur-Oust                                          |
| 1853    | 1864             | Comte Auguste Jean Marie de Foucher de Careil |              | Inspecteur des Postes Propriétaire du château de la Forêt Neuve Maire de Glénac                                              |
| 1864    | 1871             | Ernest de Behr                                | Conservateur | Ancien lieutenant de la Garde Nationale du Morbihan Propriétaire à Carentoir, auditeur au Conseil d'État, ancien Sous-Préfet |
| 1871    | 1886 (démission) | Louis Evain (1831-1919)                       | Républicain  | Propriétaire à La Gacilly |
| 1886    | 1904             | Ernest de Behr                                | Conservateur | Maire de Carentoir |
| 1904    | 1940             | Joseph Gouyon de Coypel                       | Conservateur | Propriétaire à Cournon, conseiller d'arrondissement Député royaliste (1914-1919), décédé en 1941                             |
|         |                  |                                               |              | |
| 1943    | 1945             | Jean de Gouyon                                |              | Exploitant agricole, maire de Cournon Nommé conseiller départemental en 1943                                                 |
|         |                  |                                               |              | |
| 1945    | 1951             | Jean de Gouyon                                | RI           | Exploitant agricole - Sénateur du Morbihan (1948-1952)                                                                       |
| 1951    | 1964             | Auguste Jouvance                              | MRP > RI     | Entrepreneur de travaux publics, Maire de La Gacilly (1947-1962)                                                             |
| 1964    | 1982             | Alphonse Menand                               | RI > UDF-PR  | Médecin - Maire de Carentoir (1965-1989)                                                                                     |
| 1982    | 2001             | Yves Rocher                                   | DVD          | PDG d'Yves Rocher - Maire de La Gacilly (1962-2008)                                                                          |
| 2001    | 2008             | Noël Rocher                                   | DVD          | Exploitant agricole - Maire de Carentoir (1989-2008)                                                                         |
| 2008    | 2015             | Yannick Chesnais                              | MoDem        | Artisan ébéniste - Maire-adjoint des Fougerêts (2001-2008)                                                                   |

### Conseillers d'arrondissement (de 1833 à 1940)
| Période                                  | Période | Identité                                                                                        | Étiquette    | Qualité |
| ---------------------------------------- | ------- | ----------------------------------------------------------------------------------------------- | ------------ | --- |
| 1833                                     |         | M. Leroy                                                                                        |              | Ancien maire de Carentoir                                                                                   |
|                                          |         |                                                                                                 |              | |
| 1874                                     |         | M. Robert                                                                                       |              | |
|                                          |         |                                                                                                 |              | |
| 1895                                     | 1901    | François Homet                                                                                  | Conservateur | Négociant à La Gacilly                                                                                      |
| 1901                                     | 1904    | Joseph Gouyon de Coypel                                                                         | Conservateur | Propriétaire à Cournon                                                                                      |
| 1904                                     | 1913    | Henri de Talhouet                                                                               | Libéral      | Propriétaire, maire de Quelneuc                                                                             |
| 1913                                     | 1940    | Victor, Marquis de La Bourdonnaye de Blossac, Vicomte de Coëtion, Baron de l'Empire (1883-1943) | Conservateur | Propriétaire du château et maire de Carentoir                                                               |
| 1940                                     |         |                                                                                                 |              | Les conseils d'arrondissement ont été suspendus par la loi du 12 octobre 1940 et n'ont jamais été réactivés |
| Les données manquantes sont à compléter. |         |                                                                                                 |              | |

## Démographie
| 1962  | 1968  | 1975  | 1982  | 1990  | 1999  | 2006   | 2011   | 2012   |
| ----- | ----- | ----- | ----- | ----- | ----- | ------ | ------ | ------ |
| 8 873 | 8 617 | 8 816 | 9 655 | 9 829 | 9 991 | 10 480 | 10 821 | 10 857 |